# Volker Friebel
Volker Friebel (* 1956 in Holzgerlingen) ist ein deutscher Psychologe, Schriftsteller und Musiker.

## Leben
Friebel studierte Psychologie an der Universität Tübingen und promovierte dort 1992 mit einer Arbeit zur Psychosomatik. 
Er veröffentlichte zahlreiche Werke in den Bereichen Psychologie, Pädagogik und Gesundheit, zunehmend auch literarische Werke, außerdem Tonträger. Leiter der Präsenz www.Haiku-heute.de. Seit 2005 Schriftführer der Deutschen Haiku Gesellschaft. Er lebt in Tübingen. 

### Veröffentlichungen (Auswahl)
- Friedrich, Sabine & Volker Friebel: Entspannung für Kinder. Übungen zur Konzentration und gegen Ängste. Rowohlt Taschenbuch Verlag, Reinbek, 1989.
- Friebel, Volker & Marianne Kunz: Meditative Tänze mit Kindern. Buch und CD. Ökotopia, Münster, 2000.
- Friebel, Volker: Innere Bilder. Imaginative Techniken in der Psychotherapie. Walter, Düsseldorf, 2000.
- Friebel, Volker: Die Seele tanzen lassen. 15 meditative Tänze für Gruppen und Einzeltänzer. Heft mit CD. Strube-Verlag, München, 2003.
- Kunz, Marianne & Volker Friebel: Rhythmus, Klang und Reim. Lebendige Sprachförderung mit Liedern, Reimen und Spielen in Kindergarten, Grundschule und Elternhaus. Ökotopia, Münster, 2005.
- Friebel, Volker: Ein Rest reiner Wahrheit. Erkundungen zur Seele. Wolkenpfad, Tübingen, 2007.
- Friebel, Volker: Kinder entdecken die Langsamkeit. Mit Begleit-CD. Ökotopia, Münster, 2008.
- Friebel, Volker: Brunnensteine. Gedichte und Haiku. Zweite Ausgabe. Wolkenpfad, Tübingen, 2008.
- Friebel, Volker: Nachricht von den Wolken. Gedichte und Haiku. Zweite Ausgabe. Wolkenpfad, Tübingen, 2009.
- Friebel, Volker: Zonen der Kampfjets. Gedichte und Haiku. Wolkenpfad, Tübingen, 2010.